# Саутгемптон (Бермуди)

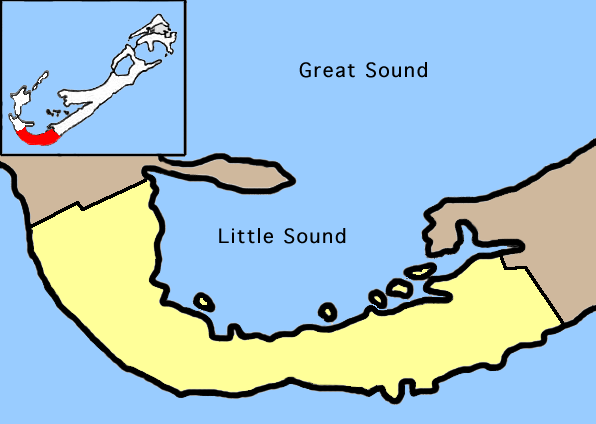

Саутгемптон (англ. Southampton Parish) — один з дев'яти округів (parishes) Бермудів. Назву округу дано на честь Генрі Різлі, 3-го графа Саутгемптона (1573—1624). Населення 6 633 осіб (2010).

## Географія
Округ розташований на південному сході ланцюжка островів, займаючи всю східну частину головного острова, за винятком західної частини (яка відноситься до округу Сендіс. Округ включає в себе південну точку ланцюжка островів, а його північне узбережжя становить більшу частину акваторії Літл Саунд (входить у свою чергу в Грейт Саунд — великий водний простір, що переважає в географії західних Бермудів. На сході Саутгемптон межує з округом Ворік. Вся площа округу становить 5,8 км².

## Пам'ятки
Природні пам'ятки Саутгемптона включають в себе затоки Вейл, Чарч, Хорсшью і затоку Рідделса.
Іншими пам'ятками округу є форт затоки Вейл і Гіббс Хілл Лайтхауз, що стоїть в найвищій точці острівного ланцюга.